# داگ بلر (بازیکن فوتبال)
داگ بلر (انگلیسی: Doug Blair; ۲۶ ژوئن ۱۹۲۱ – ژوئیهٔ ۱۹۹۸) بازیکن فوتبال اهل بریتانیا بود.
از باشگاه‌هایی که در آن بازی کرده‌است می‌توان به باشگاه فوتبال کاردیف سیتی، باشگاه فوتبال هرفورد یونایتد، و باشگاه فوتبال بلکپول اشاره کرد.